# Кубок світу із сучасного п'ятиборства
Кубок світу з сучасного п'ятиборства - це щорічна серія конкурсів із сучасного п'ятиборства, організованих Міжнародним союзом сучасного п'ятиборства (UIPM). Змагання проводяться в ряді країн, і кожна серія досягає кульмінації у фіналі Кубка світу.  
Фінальний етап Кубка світу 2010 року проходив у в Москві, а фінал в 2014 році в м.  Сарасота Брадентон.

## Переможці фіналів Кубків світу
| Рік  | Жінки                        | Чоловіки              | Жіноча командна естафета                   | Чоловіча командна естафета              | Змішана командна естафета           |
| ---- | ---------------------------- | --------------------- | ------------------------------------------ | --------------------------------------- | ----------------------------------- |
| 1999 | Дорота Ідзі                  | Себастьєн Делень      | Кейт Алленбі Джорджина Гарланд Стефані Кук | Акош Ганзель Петер Шарфалві Габор Балог |                                     |
| 2000 | Каролін Делемер              | Вадим Ткачук          |                                            |                                         |                                     |
| 2001 |                              | Едвінас Крунголцас    |                                            |                                         |                                     |
| 2002 | Клаудіа Корсіні              | Андреюс Заднепровскіс |                                            |                                         |                                     |
| 2003 | Джорджія Гарланд             | Рустем Сабірхузін     |                                            |                                         |                                     |
| 2004 | Кейт Алленбі                 | Едвінас Крунголцас    |                                            |                                         |                                     |
| 2005 | Клаудіа Корсіні              | Едвінас Крунголцас    |                                            |                                         |                                     |
| 2006 | Алессіа П'єретті             | Лібор Капаліні        |                                            |                                         |                                     |
| 2007 | Ая Медані                    | Едвінас Крунголцас    |                                            |                                         |                                     |
| 2008 | Доната Рімшайте              | Роберт Каса           |                                            |                                         |                                     |
| 2009 | Доната Рімшайте              | Адам Мароші           |                                            |                                         |                                     |
| 2010 | Лена Шенеборн                | Адам Мароші           |                                            |                                         |                                     |
| 2011 | Лена Шенеборн                | Роберт Каса           |                                            |                                         |                                     |
| 2012 | Лаура Асадаускайте           | Ілля Фролов           |                                            |                                         |                                     |
| 2013 | Терещук Вікторія Анатоліївна | Валантен Прадес       |                                            |                                         | Єлена Рублевська Денисс Черновськіс |
| 2014 | Октавія Новацька             | Олександр Лесун       |                                            |                                         | Катерина Хураськіна Олександр Лесун |
| 2015 | Лаура Асадаускайте           | Ріккардо Де Лука      |                                            |                                         | Катерина Орел Ілля Полозков         |
| 2016 | Лена Шенеборн                | Джеймс Кук            |                                            |                                         | Наталя Койл Артур Ланіган-О'Кіфф    |
| 2017 | Тамара Алексєєв              | Валантен Прадес       |                                            |                                         | Наталя Койл Артур Ланіган-О'Кіфф    |
| 2018 | Хлоя Еспозіто                | Чон Чін Хва           |                                            |                                         | Аліс Сотеро Ріккардо Де Лука        |
| 2019 | Лаура Асадаускайте           | Джо Чунг              |                                            |                                         | Елоді Клувель Валантен Прадес       |

## Місця проведення
| Рік  | Етап 1           | Етап 2         | Етап 3                       | Етап 4            | Етап 5                   | Фінал           |
| ---- | ---------------- | -------------- | ---------------------------- | ----------------- | ------------------------ | --------------- |
| 1999 | Сан-Антоніо      | Мехіко         | Рим                          | Дармштадт         | Екс-ан-Прованс/ Будапешт | Сідней          |
| 2000 | Сан-Антоніо      |                | Сеул                         | Будапешт          | Дармштадт                | Екс-ан-Прованс  |
| 2001 | Мехіко           | Варендорф      | Секешфегервар                | Будапешт          | Бат                      | Москва          |
| 2002 | Мехіко           | Мадрид         | Секешфегервар/ Зіндельфінген | Будапешт/ Варшава |                          | Будапешт        |
| 2003 | Мехіко           | Секешфегервар  | Варшава                      |                   |                          | Афіни           |
| 2004 |                  |                |                              |                   |                          | Дармштадт       |
| 2005 |                  |                |                              |                   |                          | Уппсала         |
| 2006 |                  |                |                              |                   |                          | К'янчіано-Терме |
| 2007 |                  |                |                              |                   |                          | Пекін           |
| 2008 | Каїр             | Мехіко         | Millfield                    | Мадрид            | Кладно                   | Калдаш-да-Раїня |
| 2009 | Мехіко           | Каїр           | Будапешт                     | Секешфегервар     | Рим                      | Ріо-де-Жанейро  |
| 2010 | Playa del Carmen | Каїр           | Медвей                       | Будапешт          | Берлін                   | Москва          |
| 2011 | Палм-Спрінгз     | Сассарі        | Будапешт                     | Ченду             | Н/Д                      | Лондон          |
| 2012 | Чарльтон         | Ріо-де-Жанейро | Százhalombatta               | Ростов-на-Дону    | Н/Д                      | Ченду           |
| 2013 | Палм-Спрінгз     | Ріо-де-Жанейро | Ченду                        | Будапешт          | Н/Д                      | Нижній Новгород |
| 2014 |                  | Каїр           | Ченду                        | Кечкемет          | Н/Д                      | Сарасота        |
| 2015 | Сарасота         | Каїр           | Рим                          | Кечкемет          | Н/Д                      | Мінськ          |
| 2016 | Каїр             | Ріо-де-Жанейро | Рим                          | Кечкемет          | Н/Д                      | Сарасота        |
| 2017 | Лос-Анджелес     | Каїр           | Кечкемет                     | Drzonkow          | Н/Д                      | Вільнюс         |
| 2018 | Каїр             | Лос-Анджелес   | Кечкемет                     | Софія             | Н/Д                      | Астана          |
| 2019 | Каїр             | Софія          | Кечкемет                     | Кладно            | Н/Д                      | Токіо           |